# مقاطعة هارتلي (تكساس)
مقاطعة هارتلي (بالإنجليزية: Hartley  County)‏ هي إحدى المقاطعات في ولاية تكساس، الولايات المتحدة الأمريكية.